# 克拉托尼亞 (內布拉斯加州)
克拉托尼亞（英語：Clatonia）是位於美國內布拉斯加州蓋奇縣的村。

## 人口
根據2020年美國人口普查的數據，克拉托尼亞的面積為0.72平方千米，皆為陸地。當地共有人口263人，而人口密度為每平方千米365人。